# Ludwik Styczyński
Ludwik Styczyński (ur. w 1814 w Poznaniu, zm. 8 maja 1863 w Ignacewie) – polski nauczyciel i kupiec z Buku. Uczestnik Wiosny Ludów i powstania styczniowego. Poległ w bitwie pod Ignacewem.

## Życiorys
Był synem poznańskiego i bukowskiego chirurga Pawła Styczyńskiego i akuszerki Franciszki z Zakrzewiczów. W roku 1837/38 podjął naukę w poznańskim Królewskim Seminarium Nauczycielskim. W latach 1841–42 był nauczycielem w Chraplewie. Uczestniczył w Wiośnie Ludów. Od 1848 roku był bukowskim kupcem. W połowie grudnia 1862 roku opuścił Wielkopolskę i osiadł w Płomianach, gdzie objął funkcję ekonoma. Wiosną 1863 roku wstąpił do oddziału gen. Edmunda Taczanowskiego. Walczył pod Pyzdrami (29 kwietnia 1863), a następnie pod Ignacewem. Tam został dwukrotnie ranny. Pozostawiony na pobojowisku został dobity przez Moskali. Zgon zgłosili jego dwaj młodsi bracia Leon i Edward. Ludwik Styczyński został pochowany w Ignacewie.

## Życie prywatne
Ojciec Ludwika był uczestnikiem powstania listopadowego. Służył w oddziałach powstańczych jako asystent lekarza. Po powstaniu wrócił do Buku, gdzie zmarł w 1860. Ludwik Styczyński ożenił się z Anną z Bajońskich. Ślubowali w Konarzewie pod Poznaniem w 1862 roku. Ich synem był Tadeusz. Przyrodnim bratem Ludwika był Wincenty Styczyński (1839-1916), wieloletni nauczyciel szkoły powszechnej w Śremie. Synami Wincentego byli dwaj działacze społeczni i polityczni z okresu odzyskania niepodległości: ks. Tadeusz Styczyński (1872-1944) i Wincenty Styczyński jr (1874-1922).